# Dolichopeza austrocaledonica
Dolichopeza austrocaledonica är en tvåvingeart som beskrevs av Alexander 1948. Dolichopeza austrocaledonica ingår i släktet Dolichopeza och familjen storharkrankar. Inga underarter finns listade i Catalogue of Life.